# Ernest Correvon (Politiker)
Ernest Correvon (*  1842 in Yverdon; †  1923 in Chur) war ein Schweizer Advokat, Politiker und Alpinist.
Er ist nicht zu verwechseln mit dem Waadtländer Maler Ernest Correvon (1873–1965) von Vevey, mit dem er entfernt verwandt ist.

## Leben
Seine Vorfahren stammten aus Cuarny im Kanton Waadt. Er war der Sohn des Richters und Grossrats Jules Correvon (1802–1865) in Yverdon und der Marie Anne Correvon. Ernest Correvon arbeitete mit G. Pellis als Advokat in Lausanne und hatte eine Professur für Strafrecht an der Universität Lausanne inne. Im Berufsverband der Waadtländer Juristen Ordre des avocats vaudois gehörte er zu den führenden Persönlichkeiten. 
Er vertrat die Partei Liberale Mitte von 1874 bis 1897 im Grossen Rat des Kantons Waadt und kandidierte 1881 für den Nationalrat, wurde als Überzähliger jedoch nicht gewählt, 1885 kam er in den kantonalen Verfassungsrat. 1903 war er Präsident des Gemeinderats von Lausanne. Der Jurist sass im Verwaltungsrat der vom Hilfsverein La Source eingerichteten Krankenpflegeschule von Lausanne, stand als Präsident der Société des tramways lausannois vor und war um 1920 zudem Vizepräsident der Brig-Visp-Zermatt-Bahn.
Im Jahr 1890 würdigte Ernest Correvon in seiner Heimatstadt Yverdon bei der Errichtung des Denkmals für Johann Heinrich Pestalozzi, wo dieser im frühen 19. Jahrhundert sein neuartiges Erziehungsinstitut geführt hatte, dessen Tätigkeit und Weltanschauung und erklärte, der Reformer sei ausserdem ein Vorbild für den nationalen Zusammenhalt. Die Ansprache wurde in der Zeitschrift L’Educateur de la Suisse Romande veröffentlicht.
Als Bergsteiger war Ernest Correvon Mitglied der 1863 in Lausanne gegründeten Westschweizer SAC-Gruppe Section des Diablerets. Er war um 1888 deren Vizepräsident, später Sektionspräsident und nahm im Jahr 1900 als Vertreter der Sektion an der Delegiertenversammlung des SAC Schweiz in Brugg teil. Er engagierte sich im Komitee des botanischen Vereins Société de la Rambertia in Montreux, der den Alpengarten auf den Rochers de Naye einrichtete.